# 잔 다르크 (1948년 영화)
《잔 다르크》(Joan Of Arc)는 미국에서 제작된 빅터 플레밍 감독의 1948년 드라마, 전쟁 영화이다. 잉그리드 버그만 등이 주연으로 출연하였고 월터 와그너 등이 제작에 참여하였다. 맥스웰 앤더슨의 성공적인 브로드웨이 연극 Joan of Lorraine에 기반을 두며, 이 영화는 해당 연극에 기반을 둔 유일한 영화이기도 하다.

## 출연

### 주연
- 잉그리드 버그만

### 조연
- 프란시스 L. 설리번
- J. 캐롤 나이쉬
- 워드 본드
- 쉐퍼드 스트러드윅
- 진 로크하트
- 존 에머리
- 리프 에릭슨
- 세실 켈러웨이
- 호세 페레

## 기타
- 원작자: 맥스웰 앤더슨
- 미술: 리처드 데이

## 다른 미디어

### 만화책
- Magazine Enterprises: Joan of Arc (1949)[1][2]